# IAS 39
IAS 39 «Финансовые инструменты: признание и оценка» — международный стандарт финансовой отчётности, устанавливающий принципы признания, прекращения признания и оценки финансовых активов и обязательств, действует с 01.01.2005 года по 01.01.2018 года, когда будет заменён на IFRS 9.

## История создания
В октябре 1984 года выпущен Проект стандарта №Е26 «Учёт инвестиций», в марте 1986 года выпущен IAS 25 «Учёт инвестиций», который стал действовать с 1.01.1987 года. В сентябре 1991 года вышел Проект стандарта №Е40 «Финансовые инструменты», а в январе 1994 года был модифицирован в Проект стандарта №Е48, из которого в июне 1995 года был выпущен стандарт IAS 32. В марте 1997 года выпущен Дискуссионный документ «Учёт финансовых активов и финансовых обязательств», на основании которого возник Проект стандарта № 62 «Финансовые инструменты: признание и оценка», комментарии по которому собирались до 30 сентября 1998 года. МСФО (IAS) 39 «Финансовые инструменты: признание и оценка» (1998) выпущен в декабре 1998 года и начал действовать с 01.01.2001 года. В апреле 2000 года IAS 25 был заменён на IAS 40 «Инвестиционная недвижимость», который стал действовать с 01.01.2001 года. В октябре 2000 года были приняты поправки к IAS 39, которые стали действовать с 01.01.2001 года, а 17 декабря 2003 вышел стандарт IAS 39 «Финансовые инструменты: признание и оценка» (2004), который начал действовать с 01.01.2005 года, но 31 марта 2004 года стандарт был ещё дополнен хеджированием, а 17 декабря 2004 года дополнен признанием первоначального убытка и прибыли. Поправки от 14 апреля 2005 года по хеджированию внутригрупповых сделок, поправки от 15 июня 2005 года по оценке справедливой стоимости, поправки от 18 августа 2005 года по договорам финансовой гарантии стали действовать с 01.01.2006 года.
12 ноября 2009 года выпущенный стандарт IFRS 9 заменил в IAS 39 классификацию и оценку финансовых активов, а 28 октября 2010 года заменил требования для прекращения признания финансовых активов и обязательств, которые должны были действовать с 01.01.2013 года, но были задержаны и отменены. 27 июня 2013 года вышла новая редакция производных инструментов и продления учёта хеджирования, которая стала действовать с 01.01.2014 года. 24 июля 2014 года вышедший стандарт IFRS 9 «Финансовые инструменты» заменил IAS 39 в отношении классификации и оценки, обесценения, учёта хеджирования и прекращения признания и вступит в силу с 01.01.2018 года.
В России МСФО (IAS) 39 «Финансовые инструменты: признание и оценка» (ред. от 26.08.2015) принят приказом Минфина РФ от 25 ноября 2011 г. № 160н «О введении в действие МСФО и Разъяснений МСФО на территории РФ».

## Цель
Цель стандарта — установить принципы признания, прекращения признания и оценки финансовых активов и обязательств.

## Признание
Производственные инструменты и другие финансовые активы и обязательства признаются в отчёте о финансовом положении по справедливой стоимости на дату приобретения или выпуска, а затраты по сделке, относимые к финансовым активам, признаются в отчёте о прибылях и убытках и классифицируются по категориям:
1. Кредиты и выданные займы, дебиторская задолженность, которые отражаются по амортизируемой стоимости и проверяются на обесценение;
2. Инвестиции, удерживаемые до погашения (долговые ценные бумаги, подлежащие выкупу привилегированные акции), которые отражаются по амортизируемой стоимости и проверяются на обесценение;
3. Финансовые активы, оцениваемые по справедливой стоимости через прибыль или убыток, в том числе производные инструменты, кроме инструментов хеджирования;
4. Прочие финансовые активы, имеющиеся в наличии для продажи, в том числе долевые ценные бумаги, оцениваемые по справедливой стоимости, а изменения от переоценки признаются в составе капитала (прочего совокупного дохода), а при выбытии прибыль/убытки, ранее признанные в капитале, относят на отчёт о прибылях и убытках.

## Хеджирование
IAS 39 рассматривает операции хеджирования и задаёт виды хеджирования:
- хеджирование справедливой стоимости, когда доход или расход от переоценки инструмента хеджирования признаётся в отчёте о совокупном доходе, а балансовая стоимость хеджируемой статьи корректируется на сумму изменений в её справедливой стоимости, связанных с хеджируемым риском, и соответствующий доход или расход признаются в отчёте о совокупном доходе;
- хеджирование денежных потоков, когда часть доходов или расходов от инструмента хеджирования, признанная эффективной, подлежит признанию непосредственно в прочем совокупном доходе до даты реализации хеджированных денежных потоков;
- хеджирование чистых инвестиций в зарубежные подразделения учитывается как хеджирование денежных потоков.

## Определения
Операции хеджирования — это сделки, заключаемые с целью снижения (страхования) возможных рисков компании в отношении других заключённых сделок или активов.
Хеджируемая статья — это актив или обязательство по заключённому договору, высоковероятная прогнозируемая сделка или частые инвестиции в зарубежное подразделение, которые:
- являются для компании источником риска изменений справедливой стоимости или будущих денежных потоков
- определяются как хеджируемые статьи.

Учёт при хеджировании применяется только тогда, когда выполнены все условия:
- с самого начала компания зафиксировала в своих внутренних документах своё намерение применять специальный учёт при хеджировании;
- ожидается, что хеджирование будет высокоэффективным (80-125 %);
- при хеджировании денежных потоков, ожидаемая сделка (хеджируемая статья) отвечает следующим условиям:

- её совершение представляется высоковероятным;
- ей сопутствует риск изменений денежных потоков, влияющих на финансовый результат.

- постоянно проводилась оценка хеджирования, в результате чего была установлена высокая эффективность на протяжении всего отчётного периода.

Эффективность хеджирования — это степень, в которой связанные с хеджируемым риском изменения в справедливой стоимости или денежных потоках по объекту хеджирования компенсируются изменениями в справедливой стоимости или денежных потоках по инструменту хеджирования.

## IFRIC 9
Комитет по интерпретации МСФО выпустил в 2006 году КРМСФО (IFRIC) 9 «Повторный анализ встроенных производственных инструментов», где предприятие учитывает отдельно встроенный производный инструмент (компонент комбинированного финансового инструмента, в состав которого входит производственный компонент и основной контракт) на дату заключения договора.
Компания проводит повторно анализ условий в случае существенного изменения ожидаемых будущих денежных потоков по встроенному производному инструменту и/или по основному договору.

## IFRIC 16
Комитет по интерпретации МСФО в 2008 году выпустил КРМСФО (IFRIC) 16 «Хеджирование чистой инвестиции в иностранное подразделение», где указывает, что материнская компания признаёт в качестве хеджируемого риска только курсовые разницы между национальной валютой и функциональной валютой иностранного подразделения.
Инструменты хеджирования чистых инвестиций в иностранное подразделение могут быть внутри группы, если выполняются требования эффективности и документального оформления сделок хеджирования чистых инвестиций, что позволяет иностранному подразделению держать инструменты хеджирования.
При выбытии иностранного подразделения сумма чистых инвестиций реклассифицируются в прибыль/убыток из резерва по пересчёту курсов валют согласно IAS 39, а хеджируемая статья согласно IAS 21.

## IFRIC 19
Комитет по интерпретации МСФО в 2009 году выпустил КРМСФО (IFRIC) 19 «Погашение финансовых обязательств долевыми инструментами» указывает, что когда заёмщик выпускает долевые инструменты в счёт погашения финансового обязательства, то долг считается уплаченным. Компания оценивает долевые инструменты, выпущенные в счёт погашения финансовые обязательства, по справедливой стоимости на дату погашения обязательства.
Разница между балансовой стоимостью погашаемого обязательства и справедливой стоимостью выпущенных долевых инструментов признаётся в прибылях/убытках. Если вознаграждение относится к непогашенному обязательству, то компания вначале переоценивает существенность изменений условий обязательств, а после учитывает как погашение первоначального обязательства и признаёт новое обязательство в соответствии с IAS 39.